# Меморіальні та анотаційні дошки Львова
Меморіальні та анотаційні таблиці Львова — невід'ємна частина історії міста.

## Меморіальні таблиці

### На честь людей
| Зображення | Кому присвячено, короткі відомості | Адреса                      | Дата встановлення |
| ---------- | --- | --------------------------- | ----------------- |
|            | Богдану-Ігорю Антоничу — українському поету, прозаїку. Встановлена на будинку, в якому у 1928—1937 роках мешкав видатний український поет. Автор — скульптор Микола Посікіра. | вул. Городоцька, 50         | 1989              |
|            | Нагірному Василеві Степановичу — видатному архітектору, будівничому українських храмів. | вул. Руська, 20             |                   |
|            | Никанору (Дейнезі) — єпископу Української Греко-Католицької Церкви, архімандритові Святоуспенської Унівської лаври студійського уставу. Встановлена на будинку, в якому у 1960—1982 роках мешкав і працював преосвященний владика Никанор. | вул. Виговського, 58        |                   |
|            | Бенедиктові Дибовському — біологу, географу, лікарю і літературознавцю. Встановлена на будинку, в якому мешкав вчений. | вул. Кубанська, 12а         |                   |
|            | Романові Сушку — військовому і політичному діячеві, поручнику УСС, співорганізатору і полковнику Січових Стрільців, співзасновнику ОУН. | вул. Винниченка, 3          | 1994              |
|            | Марті Чорній «Медеї» — українській підпільниці, розвідниці ОУН(р) | вул. Дорошенка, 50          | 2003              |
|            | Антінові Манастирському — українському художнику-живописцю і графіку. | вул. Кармелюка, 9           | 1978              |
|            | Олені Кульчицькій — українському художнику-живописцю і графіку. | вул. Листопадового чину, 7  | 1971              |
|            | Олексі Новаківському — українському живописцю і педагогу. | вул. Листопадового чину, 11 | 1972              |
|            | Ігореві Білозіру — українському композитору та народному артисту України. Встановлена у будинку № 4, де впродовж 1986—2000 років мешкав композитор Ігор Білозір | вул. Фредра, 4              | 13 січня 2002     |
|            | Іванові Горбачевському — українському вченому й патріотові, засновнику чеської наукової школи, першому в світі міністру охорони здоров'я. | вул. І. Горбачевського, 4   | 16 листопада 2007 |
|            | Миколі Івасюку — українському художникові. Встановлена у будинку № 7, де у 1912—1915 роках мешкав і творив художник Микола Івасюк | вул. Фредра, 7              | 1995.             |
|            | Гершу Лаутерпахту — австрійському та англійському юристові єврейського походження, відомому юристу-міжнародникові. Встановлена на фасаді будинку, де у 1915—1938 роках мешкав відомий юрист-міжнародник Герш Лаутерпахт | вул. Театральна, 6          | 11 листопада 2017 |
|            | Галині Левицькій — видатній піаністці, музичній та громадській діячці, організаторці професійної музичної освіти в Галичині. Встановлена на фасаді будинку, де у 1934—1949 роках мешкала Галина Левицька | вул. Єфремова, 49           | [ 6 ]             |
|            | Любомиру Гузару — українському релігійному діячеві, патріархові-предстоятелю Української греко-католицької церкви. Встановлена на фасаді храму безсребреників Косми і Дам'яна, в якому весною 1933 року охрестили Блаженнішого Любомира | вул. Лисенка, 45            | 16 березня 2024   |
|            | Петру Радковцю — український краєзнавцю, екскурсоводу, одному з найвідоміших львівських та українських гідів. Встановлена на фасаді будинку, де Петро Григорович провів дитинство та юність. Дизайн меморіальної таблиці створив Юрій Крукевич. Ідею встановлення меморіальної таблиці запропонувало «Товариство Лева». | вул. Лисенка, 7             | 27 квітня 2024    |
|            | Патріархові Мстиславу — українському державному, політичному, громадському та церковному діячеві, Патріархові Київський і всієї України, Предстоятелеві Української автокефальної православної церкви. Встановлена на фасаді будинку, де у 1991—1993 роках Патріарх Київський і всієї України Мстислав зупинявся під час відвідин Львова. Автор меморіальної таблиці скульптор Олег Лесюк. Ідею встановлення меморіальної таблиці запропонувала 2011 року родина Патріарха Мстислава. | вул. Піскова, 17            | 27 вересня 2013   |

### На честь подій
| Зображення | Текст | Адреса              | Дата встановлення     |
|            | За смерть у славі безсмертний чин Сокільській лаві від нас поклін. Сокіл-Батько. Ця пам'ятна таблиця була встановлена на будинку українського гімнастичного товариства «Сокіл-Батько». Віднайдена і повторно встановлена у 1997 р. | вул. Руська, 20     | 1934; 1997 відновлена |
|            | Тут, у Народному Домі, знаходився штаб збройного повстання, яке завершилося проголошенням 1 листопада 1918 року Західноукраїнської Народної Республіки (ЗУНР)                                                                      | вул. Театральна, 22 | 1990                  |
|            | Товариству «Рідна школа» встановлена праворуч від входу до будівлі колишнього Народного Дому у Львові | вул. Театральна, 22 | 21 жовтня 2012        |